# Stadtteilfriedhof Isernhagen NB Süd

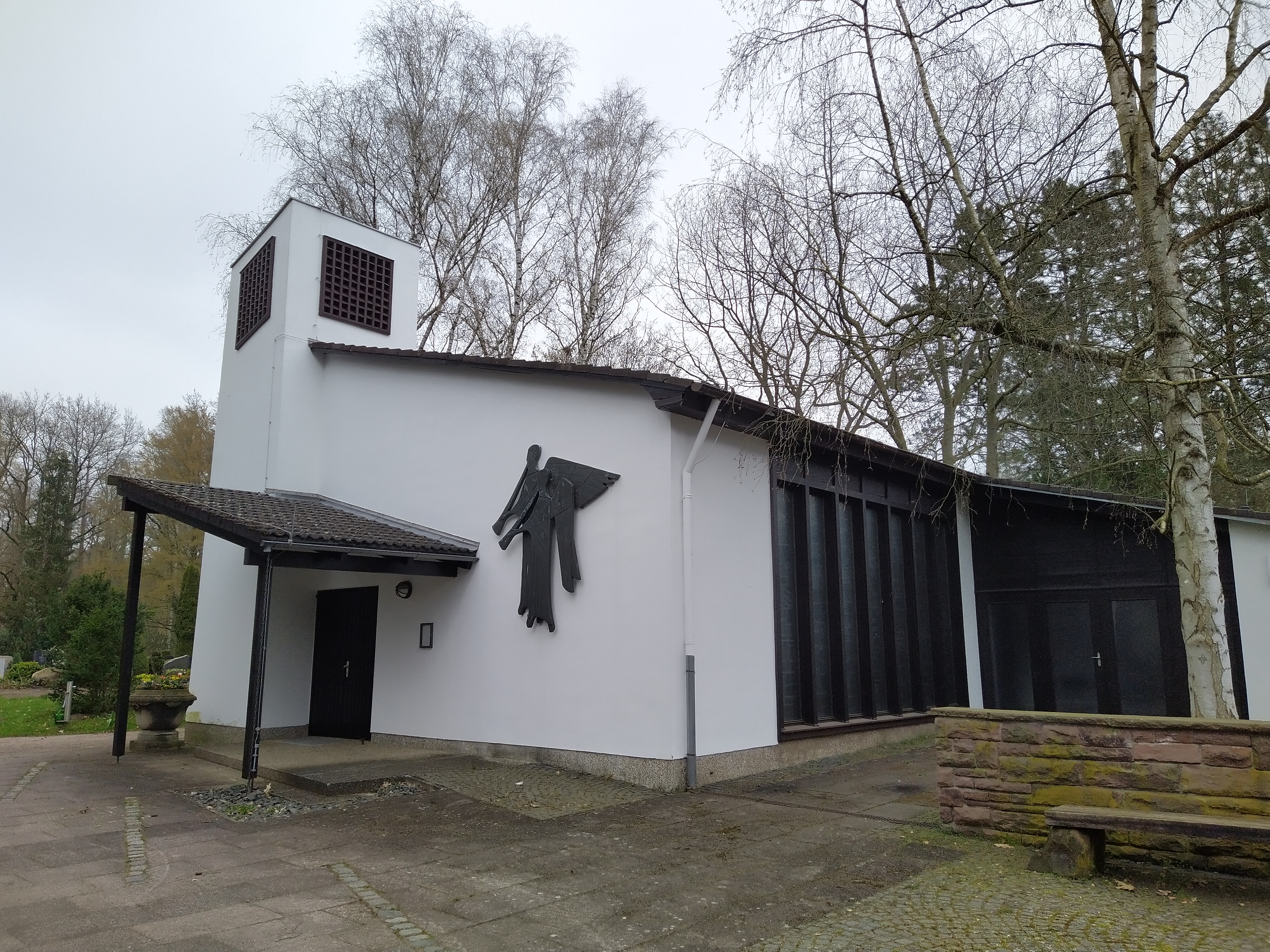
Kapelle mit Engelsskulpur

Der Stadtteilfriedhof Isernhagen NB Süd in Hannover unter der Adresse Birkenweg 45 im Stadtteil Isernhagen-Süd ist einer der jüngeren Friedhöfe der niedersächsischen Landeshauptstadt. Die gestaltete Grünfläche mit ihren rund 1,1 Hektar wurde im Jahr 1960 ursprünglich von der Gemeinde Isernhagen angelegt, bevor der heute hannoversche Stadtteil im Jahr 1974 aus der Niedernhägener Bauerschaft (NB) ausgegliedert wurde und zu Hannover kam.

## Grabstellen
- 1963 wurde hier der Architekt Hans Bettex bestattet.[4]